# South Lancaster (Wisconsin)
South Lancaster – miasto w Stanach Zjednoczonych, w stanie Wisconsin, w hrabstwie Grant.